# Christian Schulz (Fußballspieler)
Christian Schulz (* 1. April 1983 in Bassum) ist ein ehemaliger deutscher Fußballspieler und heutiger Fußballtrainer.

## Spielerkarriere

### Vereinskarriere

#### Werder Bremen
Schulz begann 1989 mit dem Fußball im Verein beim TSV Bassum. Mit 12 Jahren wechselte er in die Jugendabteilung von Werder Bremen. 2004 wurde er mit Werder deutscher Meister und gewann den DFB-Pokal.
Schulz gilt als vielseitig einsetzbarer Spieler. Trotz oder wegen dieser Flexibilität fiel es Schulz jedoch schwer, zum unumstrittenen Stammspieler aufzusteigen. Dennoch entwickelte sich „Schulle“, wie er liebevoll von seinen Fans genannt wurde, zum Publikumsliebling. Die langgezogenen „Schuuulz-Rufe“ sind im Weserstadion legendär. Bis zum Saisonende 2005/06 wurde er regelmäßig auf der linken Abwehrseite eingesetzt. In der Saison 2006/07 stand er allerdings im Schatten des regelmäßig spielenden Pierre Womé.

#### Hannover 96
Zum 1. September 2007 wechselte Schulz zu Hannover 96, wo er einen Dreijahresvertrag mit der Option auf ein weiteres Jahr unterschrieb. In Hannover konnte er sich als Stammspieler durchsetzen und zählte zu den Leistungsträgern der Mannschaft.
Im März 2011 verlängerte Schulz seinen zum Ende der Saison auslaufenden Vertrag bis 2014. Am 10. Mai 2014 gab Hannover 96 eine weitere Vertragsverlängerung bis 2016 bekannt. Ab der Saison 2015/16 wurde Schulz nach dem Weggang von Lars Stindl als dienstältester Spieler Kapitän von Hannover 96, erhielt jedoch nach dem Abstieg in die 2. Bundesliga für die Saison 2016/17 keinen neuen Vertrag mehr.

#### SK Sturm Graz
Zur Saison 2016/17 wechselte Schulz zum österreichischen Bundesligisten SK Sturm Graz, wo er einen bis Juni 2018 gültigen Vertrag erhielt. Nach der Saison 2017/18 beendet er seine Karriere als Profi.

#### Karriereausklang in Hannover
Zur Saison 2018/19 schloss sich Schulz der zweiten Mannschaft von Hannover 96 an und wurde Botschafter des Vereins. Im Juni 2021 lief sein Vertrag nach zwei coronabedingten Saisonabbrüchen in Folge mit nur insgesamt 15 Punktspieleinsätzen in den Saisons 2019/20 und 2020/21 bei den Hannoveranern aus.

### Auswahleinsätze
Schulz spielte zwischen 2001 und 2006 in der U-19-, U-20- und U-21-Auswahl des DFB. Mit der U-20 nahm er an der Junioren-Weltmeisterschaft 2003 in den Vereinigten Arabischen Emiraten teil, bei der er in allen drei Spielen seiner Mannschaft eingesetzt wurde. Bei der U-21-Europameisterschaft 2006 in Portugal gehörte er zum Kaderkreis des DFB-Nachwuchs und wurde in allen drei Spielen aufgeboten.
Am 16. Dezember 2004 gab Schulz unter Jürgen Klinsmann in Tokio gegen Japan sein Debüt in der Nationalmannschaft und wurde fünf Tage später auch in Bangkok gegen Thailand eingesetzt. 2005 wurde er für den Konföderationen-Pokal nominiert. Allerdings reiste Christian Schulz aufgrund einer Schienbeinkopfprellung mit Knochenentzündung noch vor dem Turnier ab. Zuvor hatte er im Februar des gleichen Jahres beim 2:2 gegen Argentinien sein drittes A-Länderspiel bestritten, als er in der 75. Spielminute für Bastian Schweinsteiger eingewechselt wurde. Schulz wurde zwei Jahre später überraschend für das Länderspiel gegen Dänemark am 28. März 2007 nominiert, konnte aber aufgrund einer Verletzung abermals nicht daran teilnehmen. Erst nach der Weltmeisterschaft 2010 wurde der Defensivspieler am 6. August 2010 wieder für eine Freundschaftspartie gegen Dänemark berufen, in welcher er in der 78. Minute eingewechselt wurde und sein letztes Länderspiel absolvierte. Grund dafür war die Nicht-Berücksichtigung der meisten WM-Spieler zu Beginn der neuen Spielzeit 2010/11.

## Trainerkarriere
Nach seinem Karriereende wurde Schulz zur Saison 2021/22 Co-Trainer von Christoph Dabrowski bei der zweiten Mannschaft von Hannover 96. Nachdem Dabrowski im Dezember 2021 die Zweitligamannschaft übernommen hatte, assistiere er dessen Nachfolger Lars Fuchs. Nach dem Saisonende nahm sich Schulz eine einjährige Auszeit, ehe er zur Saison 2023/24 als Cheftrainer der B1-Junioren (U17) zu Hannover 96 zurückkehrte.
Ende April 2025 wurde er nach der Trennung von André Breitenreiter gemeinsam mit Dirk Lottner (U19-Cheftrainer) bis zum Ende der Saison 2024/25 Co-Trainer des Interimstrainers Lars Barlemann.

## Titel
Deutschland
- Meister: 2004 (Werder Bremen)
- Pokalsieger: 2004 (Werder Bremen)
- Ligapokalsieger: 2006 (Werder Bremen)
- A-Junioren-Meister: 1999 (Werder Bremen)

Österreich
- Pokalsieger: 2018 (SK Sturm Graz)